# Ischnoptera rufa
Ischnoptera rufa är en kackerlacksart som först beskrevs av De Geer 1773.  Ischnoptera rufa ingår i släktet Ischnoptera och familjen småkackerlackor.

## Underarter
Arten delas in i följande underarter:
- I. r. occidentalis
- I. r. debilis
- I. r. rufa